# Duché de Saxe
804–1296
Entités précédentes :
- Saxe primitive

Entités suivantes :
- Duché de Saxe-Wittemberg
- Duché de Saxe-Lauenbourg

Le duché de Saxe (en allemand : Herzogtum Sachsen) était un des cinq duchés ethniques germaniques de la Francie orientale, fondé au IXe siècle. Ce duché médiéval couvrait le nord du royaume de Germanie, s'étendant sur le territoire des tribus saxonnes entre les rives du Rhin inférieur et l'Elbe. Les domaines de la Saxe primitive ont été conquis par les forces de Charlemagne dans la guerre des Saxons jusqu'en 804 et progressivement intégrés à l'Empire carolingien.
La Saxe médiévale englobait à peu près le territoire de l'État allemand contemporain de Basse-Saxe et les régions voisines. C'est en cela que se distingue l'ancien duché du Land de Saxe (la « Haute-Saxe ») actuel.

## Géographie

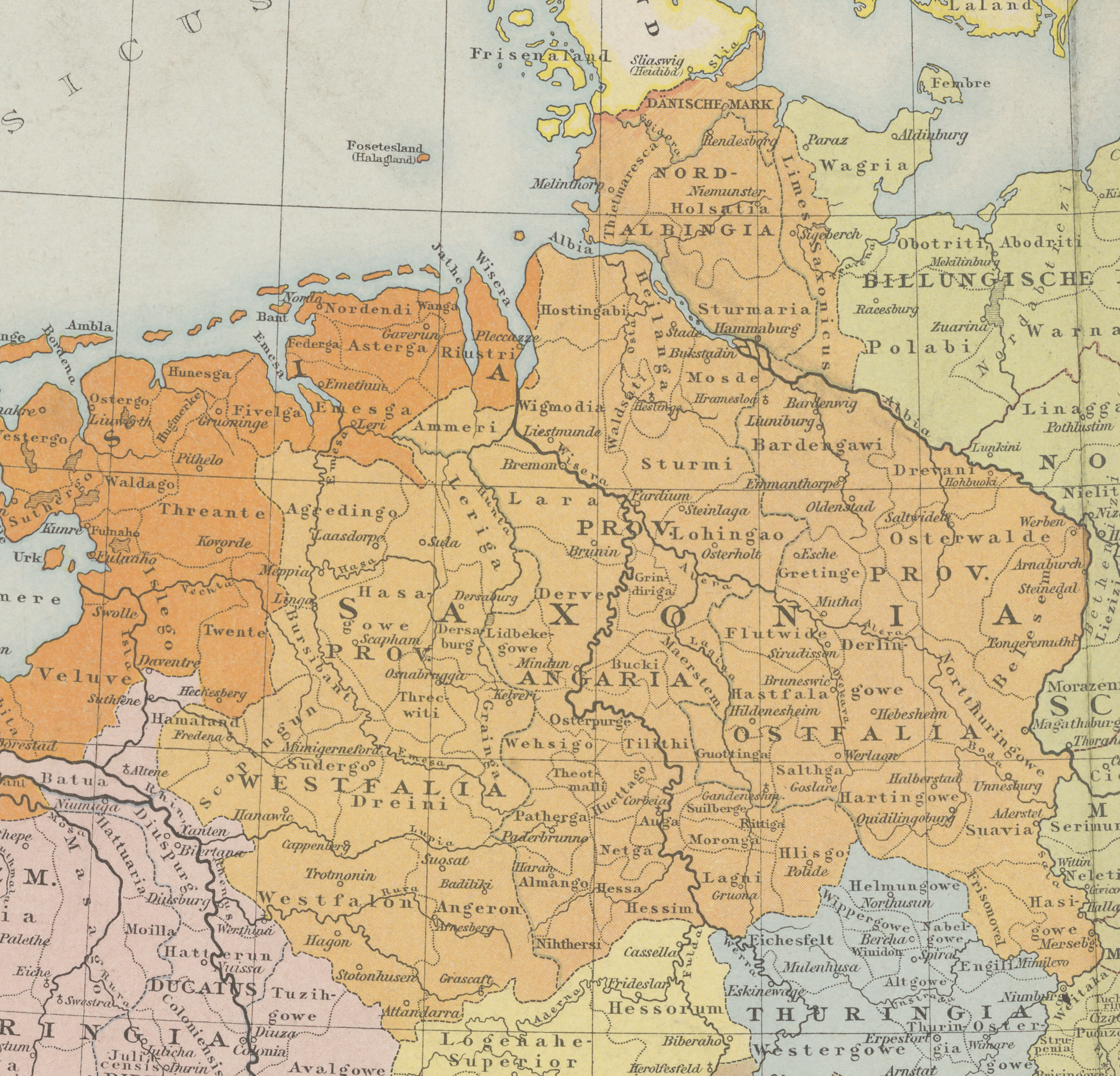
Carte du duché de Saxe vers 1000.

Le cœur du duché comprenait la Basse-Saxe actuelle ainsi que la partie ouest de Saxe-Anhalt, la région de Holstein au nord et la Westphalie à l'ouest. La limite orientale était formé par les fleuves de l'Elbe et de la Saale ; au-delà de laquelle commence le territoire de la marca Geronis ou marche de l'Est saxonne. Au XIIe siècle, le duc Henri le Lion occupa la région déserte de la « marche des Billung » au nord-est de l'Elbe, le futur Mecklembourg.
Le vaste territoire du duché était divisé en trois zones : la Westphalie, l'Angrie et l'Ostphalie. Au nord, il y avait également la région des Nordalbingiens (le Holstein avec le régions de Dithmarse et de Stormarn) s'étendant jusqu'à la rivière Eider et la frontière danoise. La partie orientale était un point fort de la seigneurie saxonne, notamment sous le règne de la dynastie des Ottoniens ; la marche de l'est saxonne constituait également un point de départ de la colonisation germanique de l'Europe orientale (Drang nach Osten). En 1157, le comte saxon Albert l'Ours, issu de la maison d'Ascanie, a fondé la marche de Brandebourg ; son fils cadet Bernard a reçu le titre de duc de Saxe après la chute de Henri le Lion en 1180.
À la fin du XIIIe siècle, la dynastie ducale des Ascaniens se fut scindée finalement en deux lignes : celles de Saxe-Lauenbourg et de Saxe-Wittemberg. Cette dernière branche a reçu la dignité des princes-électeurs selon les dispositions de la Bulle d'or promulguée par l'empereur Charles IV en 1356. Lorsque la ligne s'éteignit en 1422, l'électorat de Saxe parvint à la maison de Wettin régnant sur la marche de Misnie en amont l'Elbe (la « Haute-Saxe »).

## Histoire
Selon les chroniques de Widukind de Corvey, les Saxons sont arrivés de la Grande-Bretagne, recrutés par les seigneurs francs pour les soutenir dans la lutte contre les Thuringes. Ils ont atterri à la côte du pays de Hadeln, entre les estuaires de l'Elbe et de la Weser, et se répandirent dans les régions au sud. Par contre, des fouilles récentes attestent que les Anglo-Saxons avaient quitté cette zone pour l'ancienne province romaine de Brittanie au Ve siècle.
Une organisation étatique des tribus saxonnes avant la colonisation par Charlemagne n'est pas démontré. En 743 / 744, le maire du palais carolingien Carloman, fils de Charles Martel, et son frère Pépin le Bref mènent une campagne contre les Saxons. Les nobles furent forcés de payer des taxes ; plus tard, ils ont soutenu la révolte de Griffon, le demi-frère cadet de Carloman et de Pépin. En 753, les forces de Pépin le Bref, sacré désormais roi des Francs, pénètrent à nouveau dans la Saxe.

### Duché ethnique
Après la mort de son frère Carloman Ier en 771, Charlemagne a commencé la conquête de la Saxe païenne. Il fallut pourtant des décennies avant que toutes les tribus en Westphalie, en Angrie et en Ostphalie furet définitivement soumises. Au cours de ces guerres, les troupes de Charlemagne ont occupé le château d'Eresburg régulièrement visité par son opposant Widukind. À la fois symbole de la résistance du paganisme saxon et lieu de réunion des Païens qui lui apportaient une offrande après chaque victoire, l'arbre Monde Irminsul fut coupé ou abattu sur l'ordre du roi des Francs en 772. Selon les Annales regni Francorum, le massacre de Verden en octobre 782 causa la mort de plus de 4 500 Saxons.
En 785, Charlemagne instaure en Saxe le capitulaire De partibus Saxoniæ : les païens doivent se convertir sous peine de condamnation à mort. Les Wendes, voisins slaves des Saxons à l'est, se joignent alors à la rébellion, désormais clairement orientée contre l'Église catholique romaine. Widukind convainc ses partisans de piller les églises et de massacrer les Francs, au nom des dieux germaniques : les rebelles forcent Willehad, premier évêque de Brême, à abandonner son œuvre missionnaire. Les sources font alors défaut sur le détail des actions de Widukind : il aurait accepté de se rendre contre la promesse de ne pas être tué. Voyant qu'il devait gagner son soutien, Charlemagne l'aurait persuadé de se convertir. De fait, Widukind reçut le premier le sacrement avec plusieurs de ses hommes, lors d'une cérémonie de baptême collectif en 785, à Attigny. Charlemagne lui-même fut son parrain. Vers l'an 811, le prince carolingien Wala, un cousin de Charlemagne, est attesté comme un administrateur nommé comte palatin de Saxe.
Durant le règne de Louis le Germanique et ses successeurs, la Saxe, grossie de la Thuringe, devint l'un des quatre duchés de la Francie orientale qui était composée du duché de Souabe (l'Alémanie), de Franconie et de la Bavière (comprenant la Carantanie). Ce premier duché de Saxe, qui eut successivement pour souverains des descendants de Widukind et des princes de la maison de Billung, correspondait alors à ce qui forme plus tard le cercle de Basse-Saxe et le cercle du Bas-Rhin-Westphalie.
De 920 à 929, il s'accrut des deux marches de Misnie et de Branibor ou Brandebourg. Il fut encore grossi par Othon Ier et ses successeurs, principalement par les princes de la maison Welf, Henri X le Superbe et Henri le Lion, qui assujettirent presque toutes les contrées comprises depuis dans le cercle de Haute-Saxe, et étendirent leur domination sur le Mecklembourg et la Poméranie. On sait qu'outre la Saxe, les deux Henri possédaient la Bavière.
De 1137 à 1154, la politique impériale tint ces deux duchés séparés, mais Frédéric Ier barberousse les rendit à Henri le Lion. Seul le margraviat de Branibor, indépendant depuis 1142, fut confirmé dans son indépendance. Mais, après le conflit avec Henri lors de la campagne de Legnano (1177), l'empereur Frédéric mit ce prince au ban de l'Empire (1180), et l'énorme duché de Saxe fut dépecé en une foule de fiefs : les archevêchés de Magdebourg et de Brême, les évêchés de Minden, Verden, Paderborn, Münster, Hildesheim, Halberstadt, Mersebourg, Naumbourg s'en détachèrent et devinrent États immédiats. Il en fut de même pour le comté palatin de Saxe, la Misnie, la Thuringe, le pays de Mecklembourg (que cependant Henri le Lion regardait comme sa propriété particulière), le duché de Poméranie, le duché de Westphalie (qui passa à l'archevêque de Cologne), l'Eichsfeld (dont s'empara celui de Mayence). Lübeck, ancienne capitale de la Saxe, devint ville impériale.
Les alleux, qui ne se composaient guère que du pays héréditaire de Brunswick, restèrent seuls au duc déchu. Un nouveau duché de Saxe fut alors constitué, mais il différait entièrement du premier.

### Deuxième duché

Les territoires saxons des ducs Ascaniens (en vert), le duché Welf de Brunswick-Lunebourg (en orange) et le duché de Westphalie (en rouge) vers l'an 1235.

Ce duché, formé en 1180 aux dépens du précédent en faveur de Bernard d'Ascanie, ne comprenait plus que les territoires de Wittemberg et de Lauenbourg, plus la suzeraineté sur le Holstein. Il s'affaiblit encore quand la maison ascanienne, investie de ce duché, se fut scindée (1260) en deux lignes : celles de Saxe-Lauenbourg et de Saxe-Wittemberg.
En 1355, l'empereur Charles IV attacha l'électorat de Saxe à la possession de Wittemberg, qui ne le garda que jusqu'en 1422, date où cette lignée s'éteignit.

### Duché électoral
Ce duché, qui sera à l'origine du royaume de Saxe (1806–1918), fut constitué en 1422, le titre de duc de Saxe et d'électeur ayant été transféré à la maison de Wettin après l'extinction de la branche ducale de Saxe-Wittemberg.
Le duché s'accrut alors de la Misnie, de la Thuringe et du comté palatin de Saxe : Frédéric Ier le Belliqueux, premier duc de Saxe de cette nouvelle maison, fut un des plus puissants princes de l'Allemagne. Ernest et Albert, ses petits-fils, s'affaiblirent en partageant leurs États en 1485 (voir aussi : duchés saxons).
- Branche ernestine : Ernest, l'aîné, conserva, avec les titres de duc et d'électeur, le cercle électoral, la Thuringe et les pays orientaux de la Saxe. Frédéric III le Sage, son successeur, exerça une grande influence sur les affaires de l'Allemagne, et fut vicaire de l'empereur en son absence. Il favorisa de tout son pouvoir la Réforme, et eut une grande part à la ligue de Smalkade. Son deuxième successeur, Jean-Frédéric Ier le Magnanime, se vit enlever, après la défaite de Mühlberg en 1547, la plus grande partie du duché de Saxe, ainsi que la dignité électorale, qui furent transférés par Charles Quint de la ligne aînée à la ligne cadette ou albertine (1547).

- Branche albertine : Maurice de Saxe fut le premier duc de cette ligne. Quoiqu'il fût la créature de Charles-Quint, il resta luthérien, et même maintint constamment la liberté protestante. Pendant la guerre de Trente Ans, les électeurs de Saxe se déclarèrent alternativement pour la Suède et pour l'Autriche.

En 1697, l'électeur Frédéric-Auguste Ier abjura le luthéranisme. La même année, il joignit à la Saxe la couronne de Pologne, ce qui l'engagea dans des guerres perpétuelles avec le roi de Suède Charles XII.
Son fils, Frédéric-Auguste II, réunit aussi les deux couronnes, et eut sans cesse à combattre le roi de Prusse, qui deux fois lui enleva la Saxe.
Frédéric-Auguste III refusa en 1791 la couronne que lui offraient les patriotes polonais. Dans les guerres de la Révolution française, il resta neutre autant qu'il le put : après la bataille d'Iéna, il entra dans la confédération du Rhin, et fournit à Napoléon Ier des troupes auxiliaires : en retour, il en reçut, en 1806, le titre de roi de Saxe : voir l'article Royaume de Saxe.

### Chronologie
- 834 : le duché de Saxe devient part de l'Empire franc, plus tard incorporé dans la Francie orientale.
- 843 : Louis le Germanique, la Saxe, grossie de la Thuringe, devient l'un des quatre duchés du royaume germanique.
- 850 : Liudolf de Saxe, duc en Saxe, descendant prétendu de Widukind et premier dans la dynastie Ottonienne, fonde le monastère de Gandersheim.
- 864 : Bruno de Saxe ou Brunon, fils de Liudolf, tué par les Vikings.
- 880 : Otton Ier, frère de Brunon.
- 912 : Henri Ier de Germanie, fils d'Otton Ier.
- 936 : Otton Ier du Saint-Empire, fils d'Henri Ier, couronné à Aix-la-Chapelle comme roi de Germanie.
- 938 : Hermann Billung devient Markgraf.
- 953 : Otton Ier fait de Hermann Billung le vice-duc de Saxe.
- 973 : Otton Ier meurt à Memleben. Otton II devient empereur. Hermann Billung meurt à Quedlinburg. Bernard Ier Billung devient duc de Saxe.
- 983 : soulèvement danois à Hedeby. Soulevement slavonien en Northalbingie. Otton III empereur.
- 1002 : la mort d'Otton III marque la fin des empereurs saxons.
- 1011 : le duc Bernard Ier Billung meurt, son fils Bernard II devient duc.
- 1042 : Ordulf Billung, fils de Bernard II, épouse Wulfhild, la demi-sœur du roi Magnus de Danemark et de Norvège. Danois et Saxons combattent contre les Wendes.
- 1059 : Ordulf Billung devient duc après la mort de son père.
- 1072 : Magnus Billung devient duc.
- 1106 : le duc Magnus meurt sans fils. Cela termine la dynastie Billung. La région billungienne devient une partie des pays Welf et Ascaniens. Lothaire Ier de Supplinbourg devient duc de Saxe.
- 1112 : Otton de Ballenstedt est fait duc par le roi Henri V.
- 1115 : victoire de Lothaire de Supplinbourg à la bataille de Welfesholz sur le roi Henri V.
- 1125 : Lothaire de Supplinbourg est élu comme roi et empereur de Germanie.
- 1137 : mort de Lothaire. Le Welf Henry X le fier, duc de Bavière depuis 1126, devient duc de Saxe.
- 1138 : Henry X essaye de devenir roi, mais sans succès. L’ascanien Albert l’Ours devient duc de Saxe.
- 1139 : mort d'Henri X.
- 1141 : Albert l'Ours abdique.
- 1142 : l'empereur Conrad III accorde le titre de duc au Welf Henri le Lion qui occupe le nord est de l’Allemagne. Sa principauté couvre plus des deux tiers de l’Allemagne depuis les Alpes jusqu’à les mers du Nord et Baltique, en faisant l’homme le plus puissant d’Europe centrale.
- 1180 : Frédéric Ier, empereur romain germanique, destitue Henri le Lion du duché qui passe sous le contrôle des Ascaniens qui étaient basés plus à l’est près de l’Elbe. Les Welfs devinrent plus tard les rois de Hanovre et du Royaume-Uni (maison de Hanovre).